# Аикидо
Аикидо (合気道 Aikidō, или 合氣道) буквално значење „усаглашени пут енергије” или са песничком нотом „пут хармоничног духа” је модерна јапанска борилачка вештина (јап. Gendai budō (現代武道)). Аикидокама се називају особе које вежбају аикидо. Основао га је Морихеј Уешиба (植芝盛平) (познат међу аикидокама као о-сенсеи (翁先生)) у периоду од 1930. до 1960. године. Технички главни делови аикидоа су преузети из Даито-рју Аики-џуџуцу (大東流合気柔術) — врсте џуџице и кенџицуа 　(剣術) са много придружених техника. Сматра се да аикидо садржи у себи значајну духовну компоненту.
Термин аикидока се у Јапану углавном односи на професионалце, док на западу било ко вежба аикидо себе може назвати аикидоком.

## Историјат
Назив аикидо чине три јапанска слога- аи, ки и до. Често су превођени као хармонија, енергија и пут, тако да се аикидо може превести као „ пут хармоније кроз енергију”.
Друго често превођење ових слогова је хармонија, дух и пут, тако да аикидо може да значи и „пут духовне хармоније”. Оба значења привлаче пажњу на чињеницу да технике аикидоа контролишу нападача и преусмеравају његову енергију уместо да је блокирају. Намеће се поређење- врбе која се савија у лук при олуји и црног храста који се ломи ако су удари ветра сувише јаки (Корејска борилачка вештина позната под именом хапкидо, користи иста три знака тј. слога, што сугерише на историјску повезаност са Даито Рјy, извором аикидоа.)
Морихеи Уешиба је развио аикидо углавном из Даито Рya аикиџуцу, укључујући у тренинг покрете са копљем-yари, јо- и можда јукен-бајонет. Али најјачи утицај је извршило коришћење катане. На много начина, један аикидо вежбач се креће као ненаоружани мачевалац. Аикидо напади- шоменучи и јокоменучи воде порекло из оружаног напада, и резултирају техникама као што су технике при одузимању оружја. Неке школе аикидоа не држе тренинг са оружјем уопште, друге попут Ивама Рју, значајно време користе за вежбање са бокеном-дрвеним мачем бокен, јо и ножем-танто. У неким школама аикидоа, све технике аикидоа се могу изводити са мачем и ненаоружан.
Аикидо је стигао у Уједињено Краљевство 1955. године, у САД 1960, и Аустралију 1965, у Србију 1970. и у многе друге земље. Данас широм света постоји велики број вежбаоница у којима може да се тренира аикидо.

## Технике
Аикидо уједињује велики број техника које користе принципе енергије и покрета да би преусмерили, неутрализовали и контролисали нападача. Зато што аикидо технике омогућавају вежбачима стално кретање током извођења, као и из других разлога, неки верују да аикидо може да предвиди више истовремених напада. Али и то је дискутабилно. На свом највишем нивоу, појединац може да користи аикидо за самоодбрану без наношења озбиљних повреда било нападачу или ономе који се брани. Ако се техника правилно изведе, величина и јачина противника није битна за ефикасност исте. Сматра се да је аикидо најтежа јапанска борилачка вештина.

### Тренинг
Методи тренирања варирају од организације до организације, па чак и међу различитим вежбаоницама једне исте организације, али типично, час се одвија тако да учитељ показује технике или начела, а ученици га опонашају. Тренинг се завршава међусобним увежбавањем техника, а не спаринговањем.
Уке, прималац технике, обично иницира напад против наге или тори, који га неутрализује једном аикидо техником. Уке и тори имају подједнако значајне улоге.. Ученици морају да увежбавају обе позиције да би научили да се одбране у нападу и сигурно да приме одбрану. Како је О-сенсеи мислио, сви његови ученици су уке док их он довољно неспособни да буду наге. Кретање, концентрација, прецизност и тајминг су веома важни при извођењу техника како ученици напредују од круто дефинисаних вежби ка слободнијим и примењивијим облицима. Чак ученици учествују у џиу вази и или рандори, где су напади мање предвидиви. Неке школе, као Шодокан аикидо, вежбају методе где уке активно настоји да запосли технику бројања или кеичи-ваза.
О сенсеи није дозвољавао такмичење на тренингу јер се сматрало да су неке технике сувише опасне и зато што је веровао да такмичење не развија добар карактер код ученика. Многи стилови аикидоа настављају ову традицију, мада је Томики аикидо почео раније са такмичењем. У Ки-школи се одржавају такмичења, али у мањем обиму.

### Одбрана
Аикидо технике се углавном базирају на избацивању нападача из равнотеже и полузи. Много из аикидо репертоара одбране се може извести као техника бацања наге-ваза или техника контроле катаме-ваза, у зависности од ситуације. Улазак-ирими, и окрет-тенкан, су веома у употреби као и напад-атеми, мада се он чешће изводи да би омео него повредио. Избацивање укеа из равнотеже уласком, чешће се назива узимање укеовог центра. Понекад се каже да аикидо има само одбрану и да напади који се изводе нису прави аикидо. Са историјске тачке гледишта ова тврдња је под знаком питања, али многе, ако не и све аикидоке, технике одбране узимају као центар свог тренинга.

### Напад
Иако се напади ређе уче у истом обиму као вештине агресивније природе, потребно је добро изучити и ефективно применити технику ваза. Правилни напади ваза су веома важни мада мишљења о томе како прави напади треба да изгледају варирају од школе до школе..
Аикидо напади који су у употреби при нормалним тренинзима садрже различито стилизоване ударце и захвате као што су шоменучи (усправан ударац у главу), јокоменучи (бочни ударац у део главе и или врат), мунетцуки (директни ударац), ријотетори (захват са обе руке) или кататори (рамени захват). Многи од ових уке удараца подсећају на ударе мачем или неким другим оружјем. Ударци се понекад користе, али нису уобичајени део наставе. Многе аикидо технике могу се употребити као одговор на напад, нпр. блокада и неке школе их користе као основу за одржавање часа из технике. Почетници настоје да раде технику извршења као одговор на хват. Хватови су добра основа за вежбање зато што је веза са укеом веома јасна и снажна и много је лакше испипати механику тела и правце силе.
Али ту је и питање атемија-напада или удараца који се изводе током аикидо технике. Улога и значај атемија је предмет разговора у аикидоу. Неки виде атеми као ударце у виталне тачке који се могу упутити током примене технике да би се повећала ефикасност.. Неки посматрају атеми као метод уништења, поготово кад је упућен у лице. На пример, ако се у моменту аикидока нађе изложен нападу, он или она може извести брз ударац како би омео нападача или га застрашио. Атеми може да се уради не само песницом већ нпр. лактом, раменом Нека бацања су мање успешна уколико се атеми не изведе добро. Многа учења о атемију се приписују Морихеи Уешиби иако њихов тачан садржај варира у зависности од онога ко их предаје.
- Много приче о атемију или ударцу

### Оружје
Тренинг са оружјем чини јо-штап дужине од тла до пазуха, и бокен- дрвени мач и танто-нож. Сматра се да узимање и задржавање оружја спаја оружани и ненаоружани аспект аикидоа. На пример, техника директног ударца се може извести ножем или штапом, а техника хвата се може приказати као ударац оружјем док си у клинчу.
Многе школе, поготово оне које нису у роду, вежбају систем оружја Морихиро Саито Морихео Саитоса-аики-јо и аики-кен. Он садржи кату са јо и пар који вежба са јо и бокеном. У другим школама аикидоа у исто време се вежба ката са мачем, што потиче из старе школе мача. Неколицина аикидо учитеља је развило свој сопствени систем оружја, попут Мицуги Саотоме „аикидо два мача”.

## Духовност

### Тао
Завршни слог до у речи аикидо повезује практиковање аикида са филозофским концептом тао, што значи пут. До упућује на духовну црту, насупрот завршетку јитсу у речи аикијујитсу, што значи уметност ратовања. Многи ову разлику сматрају важном као што је однос између иаијитсу и иаидо, џијуџицу и џудоа и кенџуцу и кенда. Други виде ову разлику као историјску неправилност и у неку руку неприродну поделу.
Уешиба је сматрао да иако је веома важно бити успешан у телесним техникама, то није коначни циљ тренинга. Он је мислио да су принципи научени на тренингу физичких техника универзални и да се могу применити у свим животним ситуацијама. Једном је прокоментарисао да он своје студенте није учио да покрећу своје ноге већ свој мозак.
Многи се слажу да је Уешибин стил постао мекши, течнији и лакши како је постајао старији.
Неки сматрају да је узрок томе фокусирање на духовне аспекте вештине, док други мисле да је то резултат велике вештине коју је Уешиба развио у телесним техникама. Различита мишљења су се појавила након Уешибине смрти.
Аикидо школе се могу рангирати у односу на значај који придају телесним техникама, истакнутих начела и духовности, а све у односу на период у ком је оснивач те школе вежбао са Уешибом — ранији или каснији период његовог живота.
У ранијем периоду већи значај се придавао физичким техникама док је у каснијем периоду преовладао духовни концепт. Али без обзира на све, овоме не треба придавати велики значај, поготово што постоје значајне разлике од сенсеиа до сенсеиа и прилично је проблематично направити континуитет аикидоа. Неке аикидоке однос физичког насупрот духовног виде као лажну подвојеност или као неуспели покушај стављана грана аикидоа у шаблон.
Друштво Ки је пример школе која се базирала углавном на духовни концепт аикидоа, радије него на физичке технике.

### Ки
Ки (кинески: чи) се обично преводи као дах снаге, сила, енергија и понекад чак и као душа. Када аикидока за некога каже (обично за учитеље са високим звањем) да вежба са много ки обично желе да кажу да је особа о којој се прича развила висок ниво хармоније у извођењу технике. Тајминг, осећај за простор и усредсређеност мисли и тела су нарочито важни. Већина учитеља смешта ки у хара, што се слободно може означити као центар телесне теже, који се налази у доњем делу стомака, тачно испод пупка. На тренингу се стално наглашава да појединац мора чувати своју хара, односно остати сконцентрисан, да не би изгубио свој ки. Учитељи са високим звањем понекад достигну ниво координације која им омогућава да изводе технике са веома мало раздвојених покрета, понекад се чини и да не дотичу тело противника.
Основно, ки кореспондира физички концепт центра теже, центра тренутка и центра силе. Ови центри нису увек исти тако да ки обухвата биолошке и менталне аспекте вежбања појединца да би остварио изузетну контролу над покретом. Напокон, ту је и духовни аспект на који начин тачно усагласити ове центре.
Наравно духовна интерпретација ки зависи много од школе аикидоа коју похађате јер га неке више наглашавају. Аикикаи вежбаонице, нпр. више времена посвећују односима према ки него што га вежбају што је случај са Yoshinkan вежбаоницама. Значај ки у Аикидоу се не може порећи, назив борилачке вештине, напокон, се може слободно превести као „пут сарадње са ки” или „пут хармоније са ки”. Али, шта је то ки, је тема многих који се баве овом вештином. Изгледа да је и О сенсеи лично, временом мењао своја схватања-нпр. Yoshinkan аикидо, који у великом обиму прати учење О сенсеиа пре рата, је више у суштини борилачки, у односу на млађе, више насилан, а мање духован О сенсеи. У овој школи, ки би можда боље био схваћен да је коришћено изворно кинеско значење даха, и аикидо као координатор покрета са дахом, да повећа сангу. Како се О сенсеи развијао тако су се и његови погледи мењали, његово учење је доспело на много виши духовни ниво, и многи од његових каснијих ученика (скоро сви сенсеи са високим звањем у Аикикаи) уче о ки са много више духовнох аспекта.
Без обзира на све, ово цитирамо (из Аикидо најчешће постављених питања) све објашњава реченица можеш да не верујеш у ки, али га сигурно мораш развијати. Било да мислиш о ки као даху, духу или једноставно нечем што се понавља ако га сувише анализираш, јасно је било ком ученику Аикидоа да борилачка вештина веома много користи ки.. Због овога и зато што се ки често везује за духовно, аикидо се сматра једном од најдуховнијих борилачких вештина и назива се покретним зеном. Неки верују да физичко биће ки не постоји, већ је то концепт који се користи за учење духа, воље и координације физичког и психолошког кроз одмор и контролу.. Ове аикидоке се мрште на пренаглашавање филозофског и духовног аспекта ки. С друге стране, неке духовно оријентисане аикидоке верују да ки заиста постоји као физичко биће и да се може преносити кроз простор. Они користе концепт- ки универзума, растући ки и слично. Док ревносни у свакој групи проналазе разна тумачења због својих фрустрација, већина умерених аикидока сматра ово неслагање продуктивним за већи део Аикидо заједнице. Неки, иако одбијени духовношћу, не занемарују лепоту борилачке вештине и постојање школа где је духовност занемарена, омогућава овим људима да уживају у аикидоу и имају користи од њега. У исто време, неки који нису привучени физичком, борилачком природом аикидоа и његову духовност сматрају најзначајнијим квалитетом, они свакако имају користи у вежбаоницама где се она ставља у први план.
Упркос томе, аикидоке ће наставити да се питају „Шта је ки?”. О-сенсеи је изрекао чувену реченицу „да је он аикидока попут својих ученика и да је тек почео да учи”.